# هاجیمه سوبورایا
هاجیمه سوبورایا (انگلیسی: Hajime Tsuburaya;۲۸ آوریل، ۱۹۳۱ – ۹ فوریه ۱۹۷۳ (سن ۴۱)) کارگردان فیلم، ترانه‌سرا، و تهیه‌کننده تلویزیونی اهل ژاپن بود. وی بین سال‌های ۱۹۵۴ تا ۱۹۷۳ میلادی فعالیت می‌کرد.